# Matroesjka's
Matroesjka's is een Vlaamse televisieserie over Belgische vrouwenhandelaars die in Oost-Europa meisjes rekruteren om ze te exploiteren als prostituees die tussen 2005 en 2008 is uitgezonden. De reeks bestaat uit twee seizoenen van telkens tien afleveringen. Het verhaal speelt zich af in Litouwen, Rusland, Cyprus, België, Bulgarije, Roemenië, Nederland en Thailand. Matroesjka's werd minoritair ondersteund door het Vlaams Audiovisueel Fonds.
De serie dankt haar naam aan de matroesjka, een poppetje waarin smokkelaars doorgaans iets anders vervoerden dan wat het leek. De vrouwen in Matroesjka's worden onder valse voorwendselen naar België gelokt. Wegens expliciete scènes (seks en geweldpleging) acht Kijkwijzer het programma niet geschikt voor mensen jonger dan zestien.
Het eerste seizoen heeft, in Nederland, de titel Matroesjka's: Alleen maar dansen, hadden ze gezegd. Het tweede seizoen Matroesjka's 2: We doen het voor onze families.

## Inhoud
De serie gaat over de problematiek van de vrouwenhandel maar was niet in de eerste plaats  bedoeld als een geëngageerde aanklacht. Toch liet regisseur Marc Punt weten het zeker niet erg te vinden dat de serie heel wat kijkers meer bewust gemaakt heeft van de problematiek. De serie werd in diverse Oost-Europese landen gebruikt om jonge vrouwen te waarschuwen voor deze praktijken. Het programma werd voor het eerst uitgezonden op het Belgische Canal+ (later: Prime) en later door VTM en MTV.
De serie werd geregisseerd door Guy Goossens en Marc Punt, die ook alle scenario's schreef.

## Rolverdeling

### Hoofdrollen
| Personage            | Serie               | Serie                |
| Personage            | Matroesjka's        | Matroesjka's 2       |
| -------------------- | ------------------- | -------------------- |
| Raymond Van Mechelen | Peter Van den Begin | Peter Van den Begin  |
| Jan Verplancke       | Axel Daeseleire     | Axel Daeseleire      |
| Eddy Stoefs          | Luk Wyns            | Luk Wyns             |
| Danny Bols           | Manou Kersting      | Manou Kersting       |
| Esther Van de Walle  | Veerle Dejonghe     | Veerle Dejonghe      |
| Laura Keyser         | Hilde Heijnen       | Hilde Heijnen        |
| Rudi Sierens         | Peter Thyssen       | Peter Thyssen        |
| Vincent Dockx        | Tom Van Dyck        |                      |
| Marc Camps           | Marc Van Eeghem     |                      |
| John Dockx           | Frank Aendenboom    |                      |
| Mike Simons          | Wim Opbrouck        |                      |
| Nico Maes            | Lucas Van den Eynde |                      |
| Clem De Donder       | Stany Crets         |                      |
| Bob Sels             |                     | Dirk Van Dijck       |
| Tony Grooven         |                     | Bruno Vanden Broecke |
| Carlo Dubois         |                     | Koen Van Impe        |
| Paul Van Os          |                     | Luc Caals            |

### Bijrollen

#### Seizoen 1
- Jevgenija Chirivskaja - Kalinka
- Žemyna Ašmontaitė - Daria Pastenytė
- Indre Jaraitė - Inesa
- Mila Lipner - Debora Pogodina
- Lika Kremer - Eva
- Ljoebov Tolkalina - Olga Yuganova
- Natalia Reva - Inga Peyakina
- Svetlana Abolenkina - Luna Leonova
- Zorina Tanasova - Irina
- Saartje Vandendriessche - Sita
- Karel Deruwe - Adjunct-commissaris Luc
- Vic De Wachter - Remi, hoofdredacteur van De Volksgazet
- Damiaan De Schrijver - Ludo Gulinck
- Jan Van Looveren - Peter Jones
- Sofie Decleir - Lut Jones
- Frank Vercruyssen - Wim Wilson
- Jack Wouterse - Evert van Praag
- Marilou Mermans - Vivianne De Donder
- Greta Van Langendonck - Buurvrouw van Gulinck
- Denise Zimmerman - Buurvrouw van Mike
- Amaryllis Uitterlinden - Cathy Camps
- Vilma Raubaitė - Kasandra Varnelytė
- Adolis Laurinavičius - Ivan, broer van Daria
- Vidas Petkevičius - Vader van Daria
- Rasa Kirkilionytė - Moeder van Daria
- Dainius Kazlauskas - Arnas Jarasunas
- Liubomiras Laucevičius - Borzov, agent uit Vilnius
- Gabija Jaraminaitė - Jurga
- Andy Lucas - Stavros
- Alekos Mandilas - commissaris in Cyprus
- Giorgos Souxes - agent in Cyprus
- Stathis Stamoulakatos - Dimi
- Tom Van Bauwel - Karel Moorkens
- Tom De Hoog - Klant Studio 69
- Ludo Hoogmartens - Pedro
- Carl Ridders - Jos Billen
- Sven De Ridder - Chef supermarkt
- Marc Peeters - Agent politiebureau
- Goele Derick - Inspecteur
- Ronny Waterschoot - Commissaris Van Hout
- Tuur De Weert - Bankdirecteur
- Gert Lahousse - Agent
- Stijn Cole - Agent
- Arthur Semay - Klant Studio 69
- Ludo Hellinx - Inspecteur Nelson Nilis
- Karlijn Sileghem - Inspecteur
- Bert André - Henri Boon
- Ivan Pecnik - Agent
- Robbie Cleiren - Agent
- Jan Decleir - Xavier Wilson
- Chris Lomme - Monique Wilson
- Warre Borgmans - Dokter Van Looy

#### Seizoen 2
- Indre Jaraitė - Inesa
- Viktorya Kosova - Nastya
- Chalita Chaisaeng - Pat
- Tharinee Songkiathanna - Thip
- Julia Melnikova - Yana
- Anastasia Zadorozjnaja - Alyona Reva
- Maria Kozlova - Svetlana "Sveta" Iegorova
- Frank Harper - Tom Gallagher
- Huggy Leaver - Andy Gallagher
- Yana Titova - Lena
- Aratchaporn Satesh - Thip's moeder
- Wouter Bruneel - Gino Smits
- Thanita Jiropanich - Nong
- Harry Anichkin - Maksim Morozov
- Nick Nevern - Youri Suslov
- Darya Gantura - Oksana
- Rik Van Uffelen - Inspecteur Peter
- Hilde Uitterlinden - Tony's moeder
- Jappe Claes - Tuur Belis
- Paul Wuyts - Maurice Belis
- Eric Godon - Jean-Paul
- Chollamark Chiengthong - Mama-san
- Sahajak Boonthanakit - Anek
- Letitia Vladescu - Antsija
- Bashar Rahal - Boris
- Donal Cox - Kinky Pete
- Dimitrina Jivkova - Monika
- Kristine Van Pellicom - Buurtbewoonster Pussycat
- Theo Van Baarle - Buurtbewoner Pussycat
- Jaap Spijkers - Willem
- Marela-Carmen Anghel - Carmen
- Liudmila Anton - Nastya's moeder
- Vasile Calofir - Ilie
- Florina Cercel - Tante Ljoeda
- Gheorge Gabriel - Sorin
- Liudmila Gintutaite - Dasha Reva
- Pailin Patta - Kai
- Frank Lammers - Frank
- Chris Willemsen - Joe Schueremans
- Bob Van Der Veken - Kamiel Van Os
- Anne Mie Gils - Britt Van Os
- Mark Stroobants - Michel
- Cees Geel - Ruud Stevens
- Tiny Bertels - Rachel Stevens
- Lubel Chatalov - Oom Nikola
- Yulia Dihanova - Tante Yulia
- Miglena Petkova - Daffi
- Bernard Vandamme - Bernard
- Gert Winckelmans - Agent
- Martine Werbrouck - Gino's moeder
- Michel Bauwens - Agent zedenbrigade

## Afleveringen

### Seizoen 1 (2005)
| Nr. | Titel         | Regisseur               | Schrijver(s) | Datum uitzending |
| --- | ------------- | ----------------------- | ------------ | ---------------- |
| 1 | Aflevering 1  | Marc Punt, Guy Goossens | Marc Punt    | 5 januari 2005   |
| Vrouwenhandelaar Raymond Van Mechelen en zijn medewerker Marc Camps organiseren dansaudities in Vilnius, Litouwen. Ze beweren danseressen te zoeken om te touren in de beste dancings van België, Nederland en Duitsland. Arnas, een lokale "talentenscout" wordt ingehuurd om de schijn hoog te houden en het vertrouwen van de kandidates te winnen. Ondertussen worden de lichamen van twee Russische prostituees gevonden vlak bij Antwerpen. Alle sporen leiden naar de bende van Van Mechelen. De politie ondervraagt een handlanger van Van Mechelen, Mike Simons. Die is bereid te praten, maar eist getuigenbescherming. Politie-inspecteur Clem De Donder gelooft hem niet. In Vilnius probeert de Belgische onderzoeksjournalist Nico Maes tevergeefs om sommige meisjes te doen afzien van hun plan om in zee te gaan met Van Mechelen. Er rijst argwaan bij Kasandra, een van de kandidates, wanneer Van Mechelen haar vraagt een contract te tekenen dat is opgesteld in het Grieks. Ze contacteert de lokale politie, maar haar beste vriendin Daria wil koste wat kost Litouwen verlaten. Daria tekent het contract en geeft haar paspoort aan Camps.                                                                          |               |                         |              |                  |
| 2 | Aflevering 2  | Marc Punt, Guy Goossens | Marc Punt    | 12 januari 2005  |
| Op het Griekse eiland Cyprus nemen de aangeworven danseressen deel aan "educatieve danslessen", waarbij alle illusies van een gelukkige toekomst verdwijnen voor de meisjes. De bende van Van Mechelen dwingt de meisjes tot het dansen van striptease in een lokale nachtclub. Olga en Debora weten echter te ontsnappen, maar vanwege de taalbarrière met de Cypriotische politie wordt Marc Camps gecontacteerd die de meisjes komt ophalen op het politiebureau. Mike Simons meldt zich op het politiebureau van Antwerpen en geeft informatie over de criminele activiteiten van Van Mechelen en zijn bende. Inspecteur De Donder blijft echter opvallend sceptisch en weigert Mike getuigenbescherming te verlenen. Nico Maes publiceert een onthullend artikel - met de hulp van Mikes ex-vriendin Esther Van de Walle - over vrouwenhandel en de laksheid van de Belgische politie om iets aan dit probleem te doen. Vincent Dockx, de zoon van peetvader John Dockx, wordt gearresteerd in verband met de moord op de twee Russische prostituees. Ray Van Mechelen wordt nerveus en grijpt in. |               |                         |              |                  |
| 3 | Aflevering 3  | Marc Punt, Guy Goossens | Marc Punt    | 19 januari 2005  |
| De politie heeft het onderzoek over de moord op Mike Simons snel afgehandeld. Na Mikes dood heeft Esther geen andere keuze dan haar intrek te nemen bij Jan Verplancke. Inspecteur Laura Keyser vermoedt dat Clem politie-informatie doorspeelt aan de criminele organisatie van Van Mechelen. De nieuwe Oost-Europese meisjes komen eindelijk aan in Antwerpen. Het wordt hen niet toegestaan om Studio 69, de nachtclub van de bende, te verlaten. Van Mechelen legt de meisjes duidelijk uit wat hij van hen verwacht. Op hun eerste avond loopt het al mis, wanneer Debora een van de klanten van de nachtclub aanvalt nadat die Luna heeft verkracht. De bende besluit Debora te verkopen omdat ze te veel problemen geeft. |               |                         |              |                  |
| 4 | Aflevering 4  | Marc Punt, Guy Goossens | Marc Punt    | 26 januari 2005  |
| De bende pikt het Russische meisje Inga op uit een bar in Limburg en neemt haar terug mee naar Studio 69. Inga werd enige tijd geleden naar België gebracht, in een vorige partij van Oost-Europese meisjes. Kalinka is niet blij met de terugkeer van Inga. Daria overtuigt Nico Maes om een brief van een van de meisjes uit de club te smokkelen. Kalinka heeft dit echter gezien en Nico moet de brief afgeven aan portier Danny wanneer hij de club wil verlaten. Zolang Debora weigert om seks te hebben met haar nieuwe eigenaar Ludo Gulinck, blijft ze opgesloten op zolder. John ontdekt dat Jan Esther laat werken in een andere bar, wat tegen de regels is. Esther beweert dat het Jans idee was om met Nico Maes te praten. Ray en Vincent besluiten hem een bezoekje te brengen en een lesje te leren. |               |                         |              |                  |
| 5 | Aflevering 5  | Marc Punt, Guy Goossens | Marc Punt    | 2 februari 2005  |
| De bende wil zes meisjes verkopen aan de eigenaar van een Nederlandse nachtclub, Evert van Praag. Marc heeft de opdracht gekregen om te onderhandelen over de prijs, maar hij laat zich omkopen door Van Praag. De politie houdt een razzia in Studio 69, maar de bende werd hiervan tevoren van ingelicht. De meisjes worden ingeladen in een bestelwagen en weggevoerd. Enkel Kalinka en Inga worden meegenomen naar het politiebureau en ondervraagd. Ze beweren dat ze enkel maar moeten dansen en geen seks hebben met de klanten. De positie van Clem wordt onhoudbaar. Zelfs zijn partner Laura vertrouwt hem niet meer. Esther pakt haar spullen en vertrekt bij Jan, die zint op wraak op Ray. In een poging om haar te verkrachten, wordt Gulinck met een schaar neergestoken door Debora, die op de vlucht slaat. Later wordt ze opgepikt door Eddy, Vincent en Danny, en terug naar de club gebracht. |               |                         |              |                  |
| 6 | Aflevering 6  | Marc Punt, Guy Goossens | Marc Punt    | 9 februari 2005  |
| Irina weet te ontsnappen in de laadbak van de bestelwagen van Peter Jones, een klusjesman die aan het werk was in de club. Peter zijn vrouw is boos om de aanwezigheid van Irina en verwittigt de politie. Peter brengt Irina onder in een klein hotelletje, maar krijgt nadien het bezoek van Vincent en Danny nadat zijn vrouw de club heeft opgebeld. Onder dwang van de bende koopt Peter het contract van Irina over en regelt voor haar vervoer naar haar thuisland. Irina was een van de zes meisjes die verkocht zouden worden aan Van Praag. Bij levering in de Nederlandse nachtclub springt de deal af, waardoor de meisjes terug worden meegenomen naar Antwerpen. Clem wordt geschorst door de dienst Interne Zaken. Zijn oversten verdenken hem ervan connecties te hebben met Van Mechelen en zijn bende. Ondertussen wordt Jan terug in de bende opgenomen en is toegestaan om deel te nemen aan hun activiteiten. Nico Maes publiceert opnieuw een artikel, dat ditmaal op de voorpagina's is gedrukt. De bende wordt erg nerveus omwille van deze publiciteit. Ray geeft Esther de opdracht om dubbelspel te spelen en alle informatie over Nico aan hem door te geven. Luna wordt aangerand door een klant en valt in coma. |               |                         |              |                  |
| 7 | Aflevering 7  | Marc Punt, Guy Goossens | Marc Punt    | 16 februari 2005 |
| De meisjes zijn nu drie maanden in België. De politie volgt alle activiteiten in en rond Studio 69 van nabij. Klanten die het pand verlaten worden systematisch onderworpen aan een controle en uiteindelijk blijven hierdoor de meeste klanten weg. De bende komt in de problemen als gevolg van het gebrek aan inkomsten. Ray vraagt Jan om een escortservice op te starten, om zo opnieuw wat winst te genereren. Jan voert de meisjes er naartoe en Esther houdt een oogje in het zeil. Wim Wilson, een klant van Studio 69, wordt verliefd op Eva. Hij kan tegen betaling tijd met haar doorbrengen buiten de club. Na een conflict met de politie aan de ingang van de club worden Ray en Vincent gearresteerd. Luna ligt nog steeds in het ziekenhuis. De kosten voor haar verzorging lopen hoog op en John eist dat er maatregelen worden getroffen. Bij een nieuw bezoek verstikt Kalinka Luna met een kussen. |               |                         |              |                  |
| 8 | Aflevering 8  | Marc Punt, Guy Goossens | Marc Punt    | 23 februari 2005 |
| Ray en Vincent zijn het hoe langer hoe minder eens met elkaar over de manier waarop de club gerund moet worden. Vincent is van plan Ray uit de zaak te schoppen als zakenpartner. Om dit te bereiken stelt hij lucratieve deals voor aan Jan en Eddy. Daria's spaargeld blijkt verdwenen, en de andere meisjes verdenken Debora van de diefstal. Wim heeft Eva's contract afgekocht en begint een relatie met haar. Wanneer een dronken Vincent Kalinka misbruikt, komt het tot een zwaar conflict met Ray, waardoor Vincent met zijn rug op de hoek van een tafeltje terechtkomt. Na een bezoek aan Wims ouders beseft Eva dat dit niet de manier is om iemand te leren kennen en zegt tegen Wim dat ze bij hem weggaat. |               |                         |              |                  |
| 9 | Aflevering 9  | Marc Punt, Guy Goossens | Marc Punt    | 2 maart 2005     |
| Er zijn opnieuw drie maanden voorbij gegaan. Eva werkt ondertussen in een snackbar. Nico Maes kan haar overtuigen om te praten met inspecteur Rudi Sierens. Eva is echter te koppig en te bang om klacht in te dienen tegen de bende. Sinds het incident tussen Ray en Vincent is de zakelijke relatie tussen Ray en John behoorlijk afgekoeld. Het vertrouwen tussen de bendeleden is volledig verdwenen. Daria ontdekt dat haar beste vriendin Kasandra in Vilnius werd vermoord op bevel van Ray. Meerdere meisjes worden gearresteerd in de club vanwege problemen met hun visum. Eddy en Ray worden ook gearresteerd en beschuldigd van vrouwenhandel, geweldpleging en pooierschap. Olga, Debora en Inga worden door de politie teruggestuurd naar Rusland. Vincent wordt ontslagen uit het ziekenhuis. Er wordt geklonken op zijn thuiskomst door John, Eddy en Jan. John zakt in elkaar in de keuken. |               |                         |              |                  |
| 10 | Aflevering 10 | Marc Punt, Guy Goossens | Marc Punt    | 9 maart 2005     |
| Na de begrafenis van John hebben Ray en Vincent een zeer moeilijk gesprek met elkaar. Vincent biedt Ray een onverwacht voorstel aan. Later ontvangt Vincent Jan en vraagt hem om Ray te vermoorden. Eddy wordt meer en meer berispt door het verwaarlozen van de boekhouding. Ray verbreekt abrupt zijn relatie met Kalinka op vraag van Vincent. Ze voelt zich vernederd door zijn daden, en is op zoek naar wraak. Ze stapt naar de politie en legt verklaringen af over de bendeleden. Ray knuppelt Vincent neer in het bureau van de club nadat Jan hem tipte over Vincents plannen. Wanneer Eddy en Danny Vincents lijk in de kofferbak hebben geladen, worden ze overvallen door de politie. Ook Ray wordt opgepakt. Ray en Eddy krijgen een effectieve gevangenisstraf voor moord, vrouwenhandel, geweldpleging, pooierschap, fraude en bendevorming. Danny en Marc krijgen voorwaardelijke straffen voor parkeerboetes, bendevorming en valsheid in geschrifte. Jan steelt het geld dat is blijven liggen in de club en gaat samen met Inesa naar het buitenland. Daria keert terug naar Vilnius. |               |                         |              |                  |

### Seizoen 2 (2008)
| Nr. | Titel         | Regisseur               | Schrijver(s) | Datum uitzending |
| --- | ------------- | ----------------------- | ------------ | ---------------- |
| 1 | Aflevering 1  | Marc Punt, Guy Goossens | Marc Punt    | 11 april 2008    |
| Na drie jaar zijn Ray, Eddy en Danny vrijgelaten uit de gevangenis. Ze ontdekken dat hun voormalige partner Jan met het geld van de Studio 69 een stripbar is begonnen in Thailand. |               |                         |              |                  |
| 2 | Aflevering 2  | Marc Punt, Guy Goossens | Marc Punt    | 18 april 2008    |
| Twee Moldavische meisjes, Nastya en Sveta, arriveren in België. Ze ontdekken al snel dat al de mooie beloftes een leugen waren. Bob Sels weigert een deal te sluiten met de Oekraïense vrouwenhandelaar Maksim Morozov. De mannen van Morozov vallen de club van Sels binnen en slaan alles kort en klein. Ze nemen alle meisjes mee en dwingen hen de straatprostitutie in. |               |                         |              |                  |
| 3 | Aflevering 3  | Marc Punt, Guy Goossens | Marc Punt    | 25 april 2008    |
| Ray vliegt naar Oekraïne om nieuwe meisjes te kopen. Hier maakt hij indruk op Morozov. Ondertussen ontsnapt Sveta en wendt zich tot de politie. |               |                         |              |                  |
| 4 | Aflevering 4  | Marc Punt, Guy Goossens | Marc Punt    | 2 mei 2008       |
| Een brutale moord schudt de criminele onderwereld wakker. Bob straft Sveta voor haar ontsnappingspoging. |               |                         |              |                  |
| 5 | Aflevering 5  | Marc Punt, Guy Goossens | Marc Punt    | 9 mei 2008       |
| Alyona en Yana slaan op de vlucht voor Morozov. Thip en Pat kunnen ontsnappen van de boerderij met de hulp van Carlo Dubois. Danny wordt gemarteld door de handlangers van Morozov. |               |                         |              |                  |
| 6 | Aflevering 6  | Marc Punt, Guy Goossens | Marc Punt    | 16 mei 2008      |
| Bob bereikt zijn breekpunt wanneer Morozov hem treitert, en schiet hem neer. De politie heeft enkele vragen voor Inesa. Jan vertrekt naar Bulgarije om nieuwe meisjes te kopen. |               |                         |              |                  |
| 7 | Aflevering 7  | Marc Punt, Guy Goossens | Marc Punt    | 23 mei 2008      |
| Bob geeft Jan de schuld van het debacle in Bulgarije. Hij eist van hem tien nieuwe meisjes binnen de week. Als dit Jan niet lukt, moet hij Bob zestienduizend euro betalen. Uit wanhoop vertrekt Jan naar Roemenië. Om zo snel mogelijk zo goedkoop mogelijke meisjes te krijgen, wil hij enkele Roma-meisjes kopen.                                                         |               |                         |              |                  |
| 8 | Aflevering 8  | Marc Punt, Guy Goossens | Marc Punt    | 30 mei 2008      |
| Bob is ontevreden over de meisjes die Jan heeft meegebracht uit Roemenië. Eddy en Danny worden tegengehouden door de politie tijdens een alcoholcontrole. |               |                         |              |                  |
| 9 | Aflevering 9  | Marc Punt, Guy Goossens | Marc Punt    | 6 juni 2008      |
| Nastya probeert te ontsnappen. Thip en Pat chanteren Jan en Eddy om genoeg geld te krijgen, zodat ze kunnen terugkeren naar Thailand. |               |                         |              |                  |
| 10 | Aflevering 10 | Marc Punt, Guy Goossens | Marc Punt    | 13 juni 2008     |
| Nastya probeert weg te komen van de bende. Ze betaalt de behandeling van Dasha, het zieke zusje van Alyona, met het geld van Bob. |               |                         |              |                  |

## Trivia
- Matroesjka's 2 werd, net zoals het eerste seizoen, verkocht aan meer dan zestig landen waaronder Duitsland, Australië, Groot-Brittannië, Frankrijk, Rusland, Brazilië, Hongarije en Litouwen.
- De reeks won de HA! van Humo 2008.
- Peter Van den Begin wordt in het begin van reeks 2 uit de serie geschreven, omdat hij ondertussen een exclusiviteitscontract bij de VRT had getekend.
- In 2019 werden beide seizoenen herhaald.[1]